# Marta Lo Deserto
Marta Lo Deserto (ur. 30 marca 2002 w Pieve di Cadore) – włoska curlerka, reprezentantka kraju. Obecnie występuje jako rezerwowa w drużynie Stefanii Constantini.

## Udział w zawodach międzynarodowych

### Kariera juniorska
| Rok  | Impreza                                                    | Gospodarz | Skip drużyny         | Pozycja     | Miejsce |
| ---- | ---------------------------------------------------------- | --------- | -------------------- | ----------- | ------- |
| 2019 | Mistrzostwa Świata Juniorów B 2019                         | Lohja     | Stefania Constantini | rezerwowa   | 11      |
| 2020 | Zimowe Igrzyska Olimpijskie Młodzieży 2020 (miksty)        | Lozanna   | Francesco De Zanna   | otwierająca | 5       |
| 2020 | Zimowe Igrzyska Olimpijskie Młodzieży 2020 (pary mieszane) | Lozanna   | -                    | -           | 13      |
| 2022 | Mistrzostwa Świata Juniorów B 2022                         | Lohja     | Marta Lo Deserto     | skip        | 11      |

### Kariera seniorska
| Rok  | Impreza                                   | Gospodarz     | Skip drużyny         | Pozycja | Miejsce |
| ---- | ----------------------------------------- | ------------- | -------------------- | ------- | ------- |
| 2021 | Mistrzostwa Świata Kobiet w Curlingu 2021 | Calgary       | Stefania Constantini | trzecia | 13      |
| 2021 | Mistrzostwa Europy w Curlingu 2021        | Lillehammer   | Stefania Constantini | trzecia | 6       |
| 2022 | Mistrzostwa Świata Kobiet w Curlingu 2022 | Prince George | Stefania Constantini | trzecia | 10      |
| 2022 | Mistrzostwa Europy w Curlingu 2022        | Östersund     | Stefania Constantini | trzecia | 4       |